# Casekow
Casekow là một đô thị ở huyện Uckermark, bang Brandenburg, Đức. Đô thị này có diện tích 94,1 km², dân số thời điểm 31 tháng 12 năm 2006 là 2260 người.